# 781
781 (DCCLXXXI) var ett normalår som började en tisdag i den julianska kalendern.

## Händelser

### Juli
- 31 juli – Den japanska vulkanen Fuji får ett utbrott.

### Okänt datum
- Nestorianska stenen blir rest i Xi'an och utgör ett tecken på kristen närvaro i Kina.

## Födda
- Harith al-Muhasibi, irakisk sufist.

## Avlidna
- Fergus mac Echdach, kung av Dalriada.
- Yang Yan, kinesisk kansler.